# Historische Stätten der Chemie
Mit dem Programm Historische Stätten der Chemie würdigt die Gesellschaft Deutscher Chemiker (GDCh) Leistungen von geschichtlichem Rang in der Chemie. Dabei werden die Wirkungsstätten bekannter Wissenschaftler als Orte der Erinnerung im Rahmen eines feierlichen Aktes mit einer Gedenktafel ausgezeichnet. Mit dem Programm soll erreicht werden, das kulturelle Erbe und die historischen Wurzeln der Chemie in das öffentliche Bewusstsein zu rücken.

## Liste der Historischen Stätten
| Jahr | Person und Ort                                                                        | Beschreibung | Bild der Gedenktafel | Bild der Stätte |
| ---- | ------------------------------------------------------------------------------------- | --- | --- | --- |
| 1999 | Hermann Staudinger in Freiburg                                                        | Das Institut für Makromolekulare Chemie der Albert-Ludwigs-Universität Freiburg/Breisgau. | | Institut für Makromolekulare Chemie der Uni Freiburg, Hermann Staudinger Haus 48° 0′ 8″ N, 7° 50′ 44″ O                           |
| 2002 | Fritz Straßmann in Mainz                                                              | Das Institut für Kernchemie der Johannes Gutenberg-Universität Mainz. | | Institut für Kernchemie 49° 59′ 33″ N, 8° 14′ 15″ O                                                                               |
| 2003 | Justus von Liebig in Gießen                                                           | Am 16. Mai 2003 wurde anlässlich des 200. Geburtstags von Justus Liebig sein ehemaliges Labor als Historische Stätte der Chemie ausgezeichnet. Das heutige Liebig-Museum in Gießen war ursprünglich ein Wachhaus einer Kaserne und wurde von und für Liebig in seiner Zeit als Professor an der damaligen Ludwigsuniversität 1824–1852 Schritt für Schritt umgebaut. Forschte im „Alten Labor“ noch der Professor in einem dunklen Raum an einem offenen Kamin, gab es zum Schluss von Liebigs Zeit geschlossene Abzüge und einen vergleichsweise modernen Hörsaal, in dem Experimente zur Ausbildung der Studierenden vorgeführt werden konnten. Auf Bestreben von Robert Sommer wurde das größtenteils im Originalzustand gebliebene Gebäude 1912 erworben und 1920 als Museum eröffnet. In der Würdigungsbroschüre der GDCh wird besonders hervorgehoben, wie beliebt und angesehen Liebig bei seinen Schülern war, weil er sie persönlich betreute und eine neue Lehrmethode anwendete, indem er während der Vorlesung durchgeführte Experimente erklärte und begründete. Liebig gilt daher auch als Studienreformer. Neben vielen Deutschen studierten bei ihm 221 aus 11 anderen Ländern. Berühmt geworden sind August Wilhelm von Hofmann, Friedrich August Kekulé, Max von Pettenkofer, Wilhelm Henneberg, Carl Schmidt, Lyon Playfair, Ascanio Sobrero und Eben Norton Horsford. | | Liebig-Museum in Gießen (vorne links die Gedenktafel) 50° 34′ 51″ N, 8° 39′ 59″ O                                                 |
| 2004 | Clemens Winkler in Freiberg                                                           | Am 20. und 21. Oktober 2004 wurde die Forschungsstätte(und Wohnhaus) von Clemens Alexander Winkler, das alte Chemische Institut der damaligen königlich-sächsischen Bergakademie Freiberg, heute Technischen Universität Bergakademie Freiberg, ausgezeichnet. Dort wurden von Winkler bahnbrechende Arbeiten auf den Gebieten der anorganischen, der analytischen und der technischen Chemie ausgeführt. Dazu gehörte unter anderem die Entwicklung eines Verfahrens zur Rauchgasentschwefelung und die Entdeckung des Elementes Germanium. | | Clemens-Winkler-Gedenkstätte TU Freiberg, Brennhausgasse 5 50° 55′ 5″ N, 13° 20′ 27″ O                                            |
| 2005 | Wilhelm Ostwald in Großbothen                                                         | Am 1. September 2005 wurden die Arbeiten von Wilhelm Ostwald auf dem Gebiet der Katalyse, zum chemischen Gleichgewicht und über Reaktionsgeschwindigkeiten am Landsitz Haus „Energie“ in Großbothen bei Leipzig ausgezeichnet. | | Haus Energie im Wilhelm-Ostwald-Park in Großbothen/Sachsen 51° 11′ 31″ N, 12° 44′ 36″ O                                           |
| 2006 | Hans Meerwein in Marburg                                                              | Am 15. September 2006 wurde Hans Meerwein posthum als Doyen der Marburger Chemie mit einer Bronzetafel im Eingangsbereich des ehemaligen Chemischen Instituts der Philipps-Universität Marburg an der Bahnhofstraße 7 geehrt. Hans Meerwein führte in diesem Institut grundlegende Arbeiten zur synthetischen und mechanistischen organischen Chemie durch. Mit der Entdeckung der Carbenium-Ionen konnte er dazu beitragen, die Mechanismen mehrerer organisch-chemischer Reaktionen zu klären. Daher tragen einige von ihm untersuchte Reaktionen heute seinen Namen (siehe Wagner-Meerwein-Umlagerung, Meerwein-Ponndorf-Verley-Reduktion). Das Gebäude des früheren Chemischen Instituts der Philipps-Universität Marburg beherbergt heute das Chemikum. Das neue Chemische Institut auf dem Lahnberge-Campus liegt an der nach dem Wissenschaftler benannten Hans-Meerwein-Straße. | | Ehemaliges Chemisches Institut der Philipps-Universität Marburg 50° 49′ 0″ N, 8° 46′ 12″ O                                        |
| 2008 | Karl Ziegler in Mülheim an der Ruhr                                                   | Am 8. Mai 2008 wurden die Arbeiten von Karl Ziegler am Max-Planck-Institut für Kohlenforschung in Mülheim an der Ruhr auf dem Gebiet der metallorganischen Chemie und Katalyse, speziell seine Arbeiten zur Herstellung von Polyethylen bei Normaldruck und Raumtemperatur geehrt. | | Altbau des Max-Planck-Instituts für Kohlenforschung 51° 25′ 0″ N, 6° 53′ 7″ O                                                     |
| 2009 | Ernst Beckmann in Leipzig                                                             | Am 15. Mai 2009 wurde das Alte Chemische Institut, ehemals „Laboratorium für Angewandte Chemie“, an der Universität Leipzig als Wirkungsstätte von Ernst Beckmann ausgezeichnet. Neben den Arbeiten von Beckmann in physikalischer und organischer Chemie, erinnert die Gedenktafel auch an Arbeiten anderer bedeutender Chemiker, wie Wilhelm Ostwald, Svante Arrhenius, Walther Nernst, Berthold Rassow, Karl Friedrich Bonhoeffer sowie Leopold Wolf. Die Enthüllung der Tafel erfolgte im Rahmen des Jubiläums zum 600-jährigen Bestehen der 1409 gegründeten Universität Leipzig. | Gedenktafel für Ernst Beckmann und Wilhelm Ostwald | Ehemaliges Laboratorium für Angewandte Chemie 51° 19′ 56″ N, 12° 23′ 13″ O                                                        |
| 2010 | Industrie- und Filmmuseum Wolfen                                                      | Die Filmfabrik Wolfen wurde 1909 von der Agfa gegründet und 1925 von der IG Farben übernommen. Im Jahr 1936 wurde dort der erste Farbfilm, ein Film mit drei Farbschichten, der Agfacolor Neu hergestellt. Der Farbfilm ist eine Entwicklung von Gustav Wilmanns und Wilhelm Schneider. | Bild gesucht Der Benutzer Flominator wünscht sich an dieser Stelle ein Bild vom Ort mit diesen Koordinaten 51.65658333 12.26258889 . Motiv: Abbildung der Gedenktafel, Filmfabrik Wolfen (Historische Stätten der Chemie) Falls du dabei helfen möchtest, erklärt die Anleitung , wie das geht. BW | Industrie- und Filmmuseum 51° 39′ 24″ N, 12° 15′ 45″ O                                                                            |
| 2011 | Robert Wilhelm Bunsen in Heidelberg                                                   | Am 12. Oktober 2011 wurde das ehemalige Chemie-Laboratorium in der Akademiestraße/Plöck 55 als Wirkungsstätte von Robert Wilhelm Bunsen ausgezeichnet. Anlass war der 200. Geburtstag des Chemikers, der als einer der Wegbereiter der physikalischen Chemie gilt. Er entwickelte unter anderem zusammen mit Gustav Kirchhoff die Spektroskopie, mit der die Entdeckung der Elemente Caesium und Rubidium gelang. Das 1854/55 erbaute Gebäude war mit einer Heizung, fließendem Wasser, Gas und elektrischem Strom ausgestattet und galt seiner Zeit als das modernste chemische Laboratorium in Europa. Im Zeitraum von 1852 bis 1889 war Robert Bunsen Direktor des Chemischen Laboratoriums der Universität Heidelberg. Das bis Ende der 1950er Jahre als Teil des Chemischen Instituts genutzte Gebäude beherbergt heute das Institut für Deutsch als Fremdsprachenphilologie. | | Altes Chemie-Gebäude der Universität Heidelberg 49° 24′ 34″ N, 8° 41′ 53″ O                                                       |
| 2012 | Ehemalige Salicylsäurefabrik und spätere Chemische Fabrik Dr. F. von Heyden, Radebeul | Die ehemalige Salicylsäurefabrik und spätere Chemische Fabrik Dr. F. von Heyden, Radebeul, ist die frühere Wirkungsstätte von Jacob Friedrich von Heyden, Adolf Wilhelm Hermann Kolbe, Rudolf Wilhelm Schmitt, Bruno Richard Seifert, Richard Gustav Müller. Kolbe erkannte die fungiziden und antibakteriellen Wirkungen von Salicylsäure, für die er zwei Synthesewege fand; den ersten durch Überleiten von Kohlenstoffdioxid über Phenol; die zweite Methode eignete sich für eine industrielle Fertigung: Umsatz von erhitztem Natriumphenolat mit Kohlenstoffdioxid. Von Heyden stellte es nach diesem Verfahren ab 1874 her. Schmitt klärte zusammen mit seinem Schüler Seifert den Reaktionsmechanismus auf, was dazu führte, dass daraufhin das Kohlenstoffdioxid unter Druck angewendet wurde, um die Ausbeute zu erhöhen. Richard Seifert hat zudem die Rezeptur für Odol entwickelt, was dann von August Lingner hergestellt und erfolgreich vertrieben wurde. Richard Müller gilt als „deutscher Vater der Siliconchemie“. Er trat 1934 in das Unternehmen von Heyden ein und erhielt 1940 das erste Silicon aus seiner sogenannten direkten Synthese: Durch Überleiten von CH3Cl über eine Kupfer-Silicium-Legierung bei Hitze bildet sich überwiegend Dimethyldichlorsilan, dessen Hydrolyseprodukte beim Kondensieren Polysiloxankunststoffe (Silicone) ergeben.          | | Meißner Straße 35, der Auszeichnungsort 2012 51° 5′ 49″ N, 13° 41′ 35″ O                                                          |
| 2013 | Fresenius, Wiesbaden                                                                  | Am 18. Juli 2013 wurde die Gedenktafel am ehemaligen Gebäude des Chemischen Laboratorium Fresenius in Wiesbaden enthüllt. Das Institut wurde im Jahr 1848 von Carl Remigius Fresenius gegründet. | | Kapellenstraße 11 in Wiesbaden 50° 5′ 19″ N, 8° 14′ 31″ O                                                                         |
| 2013 | Ruhrchemie, Oberhausen                                                                | Am 24. September 2013 erfolgte die Enthüllung einer weiteren Gedenktafel an der Ruhrchemie in Oberhausen, wo Otto Roelen die Hydroformylierung (Oxosynthese) entdeckte. Genau 75 Jahre vor dem Termin der Enthüllung ließ Roelen sich das Verfahren patentieren. | | Oxea Werk Ruhrchemie 51° 31′ 32″ N, 6° 47′ 55″ O                                                                                  |
| 2014 | Friedrich August Kekulé, Bonn                                                         | Am 9. Mai 2014 wurde die Gedenktafel zur Würdigung der Arbeiten von Friedrich August Kekulé am Alten Chemischen Institut der Universität Bonn enthüllt | | Kekulé-von-Stradonitz-Denkmal vor dem Alten Chemischen Institut 50° 43′ 34″ N, 7° 5′ 30″ O                                        |
| 2015 | Johannes Hartmann, Marburg                                                            | Am 10. Juli 2015 würdigten die GDCh und die Fachbereiche Chemie und Pharmazie der Philipps-Universität Marburg das Wirken von Johannes Hartmann mit einer Bronzetafel am heutigen Institut für Sportwissenschaft und Motologie der Universität Marburg in der Barfüßerstraße 1. In seinem „Laboratorium chymicum publicum“ vermittelte Hartmann seinen Studenten erstmals praktische chemische Kenntnisse. | | ehemaliges Franziskanerkloster Marburg 50° 48′ 27″ N, 8° 46′ 1″ O                                                                 |
| 2016 | Johann Wolfgang Döbereiner, Jena                                                      | Im September 2016 enthüllte die GDCh eine Tafel zu Ehren Johann Wolfgang Döbereiners am Hellfeldschen Haus in Jena. Dort in der Neugasse 23 war seit 1816 das Chemische Institut, das zuvor ab 1811 im Jenaer Schloss war. Der Jenaer Professor Döbereiner (1780–1849) war der Entdecker der Platin-Katalyse und Erfinder des nach ihm benannten Döbereiner-Feuerzeugs. | | Hellfeldsches Haus, Jena, Neugasse 23. 50° 55′ 29″ N, 11° 35′ 3″ O                                                                |
| 2017 | August Wilhelm von Hofmann, Berlin                                                    | Im September 2017 wurde im Rahmen der Veranstaltung Wissenschaftsforum 2017 aus Anlass des 150-jährigen Bestehens der Gesellschaft Deutscher Chemiker die Gedenktafel von deren Gründungspräsidenten August Wilhelm Hofmann (1818–1892) feierlich enthüllt. Sie befindet sich auf dem Platz vor dem Jacob- und Wilhelm-Grimm-Zentrum der Humboldt-Universität, Geschwister-Scholl-Str. 1–3, 10117 Berlin. Der eigentliche Gründungsort, das Diorama der Gebrüder Gropius, musste schon 1876 dem Bau der Stadtbahn weichen. | | Grimm-Zentrum in der Geschwister-Scholl-Straße, nahe dem früheren Standort des Chemischen Instituts. 52° 31′ 14″ N, 13° 23′ 31″ O |
| 2018 | Pützer-Turm der Firma Merck als Industriedenkmal, Darmstadt                           | Im Jahre 2018 feiert Merck sein 350-jähriges Bestehen. Als dessen historische Gedenkstätte gilt der Pützer-Turm, benannt nach Prof. Friedrich Pützer (1871–1922), einem Rektor, Hochschullehrer, Denkmalpfleger, Städtebauer und Architekten der TU Darmstadt. Der Turm steht als Symbol für die Verbindung zwischen Unternehmen und Öffentlichkeit. | Erinnerungstafel „Historische Stätten der Chemie“, 2018, Pützer, Pützerturm, Darmstadt | Pützer-Turm der Firma Merck 49° 53′ 44″ N, 8° 39′ 13″ O                                                                           |
| 2019 | Altes chemisches Laboratorium der Georg-August-Universität Göttingen                  | Das Fachwerkgebäude wurde 1783 errichtet und diente bis in die 2. Hälfte des 19. Jahrhunderts als chemisches Laboratorium der Georg-August-Universität Göttingen, bis ins 20. Jahrhundert als Wohnsitz der Institutsdirektoren. Es ist eines der ältesten noch erhaltenen Universitätslaboratorien Deutschlands; für die Göttinger Universität war es das erste Gebäude, das speziell für ein naturwissenschaftliches Fach errichtet wurde. Erster Direktor war Johann Friedrich Gmelin, seine Nachfolger Friedrich Stromeyer und Friedrich Wöhler brachten das Laboratorium zu nationaler und internationaler Bedeutung. | | Altes Chemisches Laboratorium Göttingen 51° 31′ 49″ N, 9° 56′ 12″ O                                                               |
| 2023 | König-Bau der Technischen Universität Dresden                                         | Der König-Bau der Technischen Universität Dresden wurde 1926 als Labor für Farben und Textilchemie eingeweiht. Das bereits seit 1893 existierende Labor (unter Richard Möhlau und Hans Theodor Bucherer) erlebte unter Chemiker Walter König, der ihm bis 1954 vorstand, seinen Aufstieg zum führenden Labor für synthetische Farbstoffe. Im Jahr 1953 erhielt das Gebäude den Namen König-Bau. Es beheimatet die Historische Farbstoffsammlung mit über 12.000 Proben technisch produzierter Farbstoffe und -pigmente. | | König-Bau Dresden 51° 1′ 42″ N, 13° 43′ 44″ O                                                                                     |